# 南洋华侨中学钟楼
南洋华侨中学钟楼是一座立于现今新加坡华侨中学校园内的新加坡国家古迹。目前，此楼为前南洋华侨中学和前华中初级学院合并成立的新加坡华侨中学所属，为中学部教学楼及大堂。

## 历史
此楼高31米，立于华中校园（华中为原南洋华侨中学与现今新加坡华侨中学的中文简称）由于建立在一座冈陵上，也称华岗）的最顶端。此楼为于1925年校园建成的华中校园的主牌楼，由华社领袖慷慨捐助建校办学。 钟楼作为一个强而有力的地标性建筑，瞭望整个武吉知马住宅区。
在第二次世界大战太平洋战争爆发之时，此楼作为战术性军事地标，战略位置非凡。由于当时钟楼足以让士兵瞭望新加坡岛屿全境，它成为了联军在新加坡战役的退守点，以及在日本占领的新加坡之时，为日本皇军的战略据点。
钟楼顶端的四面钟在第二次世界大战后期被摧毁，并在1970年代初重新修复。替代零件由精工全数捐赠。 钟楼的规模在华中于1990年代一系列现代化扩建工程中获得提升，并添加了新的中学部图书馆。
1999年3月19日，在华中创校80周年之际，华中钟楼被列为一个国家古迹。 此举见证了华中作为东南亚首间华文中学的辉煌历史，更见证了由陈嘉庚为首的华社兴校办学的的精神。

## 建筑和设施
钟楼的主题建筑为天鹅和麦克拉伦的设计成品。此建筑公司也设计了苏丹清真寺， 前丹戎巴葛火车站，平民战争纪念馆与莱佛士酒店。 建筑采用新古典建筑风格，包括一个对称的计划，正面的三角前冲，庄严的离子柱和拱门和窗户形成鲜明的标志。 36-米高的钟楼和顶座由八个支柱支撑。
钟楼的建筑设有八个高屋顶的教室。这些课室原为中学部部高才班的专用课室。目前，课室为中学部特别课程的指定课室。

## 图片展览

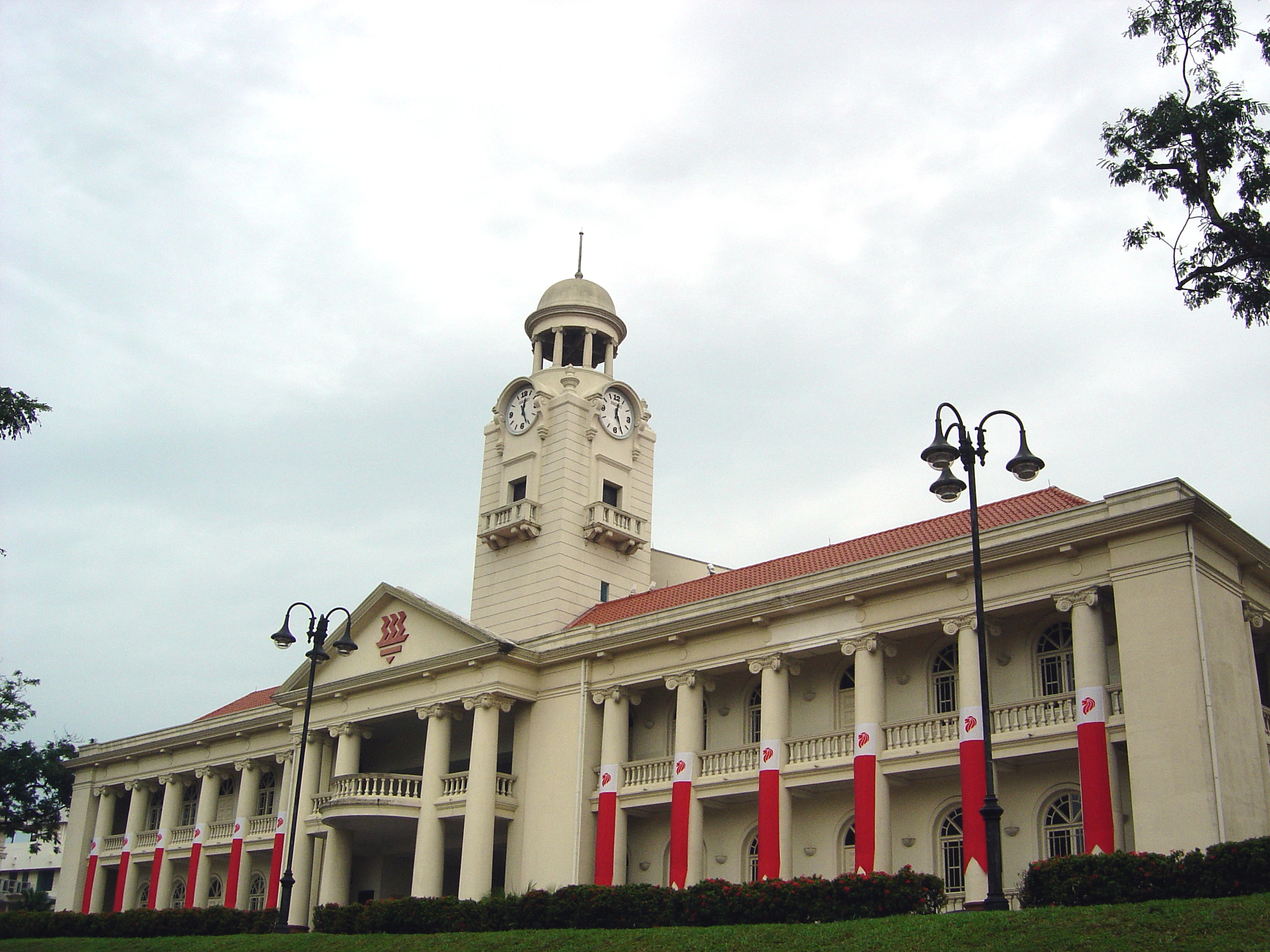
钟楼建筑一瞥
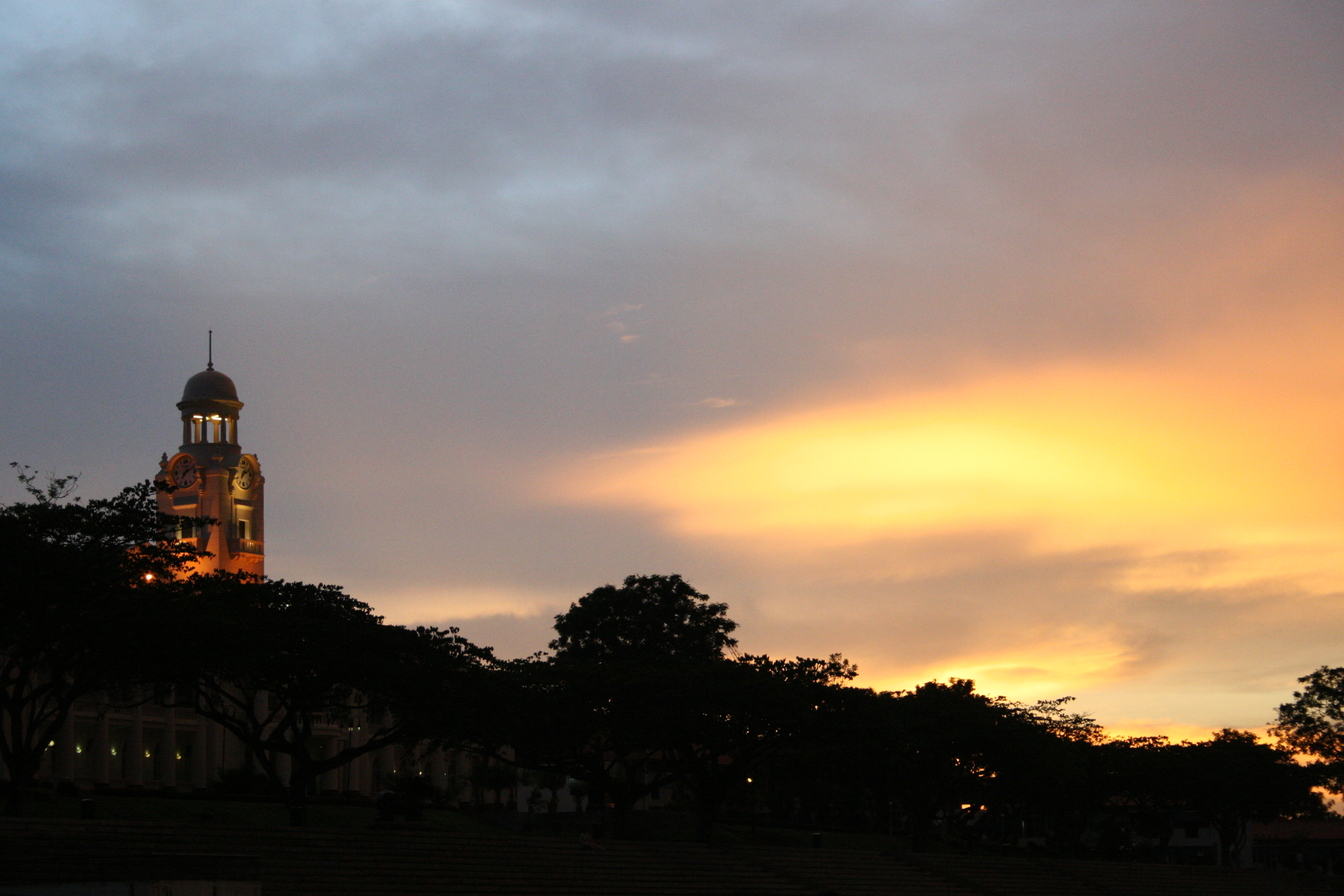
日落中的钟楼背景